# جون مورغان (صحفي)
جون مورغان (بالإنجليزية: John Morgan)‏ هو صحفي أمريكي، ولد في 28 مايو 1959، وتوفي في 9 يوليو 2000.